# Al-Munzir
Al-Munzir, Al-Mundhir (zm. 888) – emir Kordoby w latach 886-888.

## Życiorys
Był synem Muhammada I.
Kontynuował politykę represji i prześladowań chrześcijan zapoczątkowaną przez jego ojca. Zginął dwa lata po wstąpieniu na tron w wyniku zamachu zorganizowanego przez jego brata Abd Allaha.